# Las niñas de cristal
Las niñas de cristal és una pel·lícula espanyola dramàtica original de Netflix. Està dirigida per Jota Linares i protagonitzada per María Pedraza i Paula Losada. La pel·lícula es va estrenar al març de 2022 al Festival de Màlaga, previ a la seva estrena mundial a través de la plataforma el 8 d'abril.

## Sinopsi
Després que l'estrella del Ballet Clásico Nacional se suïcidi tràgicament, Irene (María Pedraza) és seleccionada per a ocupar el seu lloc en la major producció de ballet de la companyia: Giselle. Ara, sent el blanc de tota la gelosia i la crueltat de les seves companyes, Irene troba una amiga en la nova ballarina, Aurora (Paula Losada), una jove solitària dominada per la seva mare. Aïllades i pressionades pel sacrifici que suposa triomfar en la dansa, la relació d'Irene i Aurora es torna cada vegada més pròxima, alhora que obsessiva. Juntes emprenen una fugida cap endavant a la recerca de si mateixes.

## Repartiment
- María Pedraza com Irene Solís[4]
- Paula Losada com Aurora Ruiz
- Mona Martínez com Norma
- Marta Hazas com Pilar
- Juanjo Almeida com Israel
- Olivia Baglivi com Ruth
- Ana Wagener com Rosa
- Javier Lago com Fernando Solís
- Iria del Río com Lidia Solís
- Andrés Lima com Oscar Poza
- Elena Suárez com Elena
- Beatriz Jimeno com Beatriz
- Nazareth Troya com Nazareth
- Silvia Kal com Laura
- Fernando Delgado-Hierro com Jon
- Samantha Vottari com María Poza
- Ángel Ro com Erik

## Producció i rodatge
El guió fou escrit per Jota Linares amb Jorge Naranjo. Produïda per Federation Spain (una filial espanyola acabada de néixer de Federation Entertainment), la pel·lícula va començar a rodar-se a Madrid el 8 de febrer de 2021. El rodatge va finalitzar l'abril de 2021.
La pel·lícula fou presentada el 25 de març de 2022 com a part de la selecció oficial del 25é Festival de Màlaga. Fou estrenada a Netflix el 8 d’abril de 2022.

## Recepció
Javier Ocaña d' El País ha valorat que Las niñas de cristal, amb un "encomiable treball físic i artístic de Pedraza, i una formidable solidesa en Martínez i Baglivi", és una "més que apreciable tercera pel·lícula d'un director encara als seus inicis que, potser, s'ha vist desbordat per l'ambició en un desenllaç excessivament dur".

## Premis
| Any  | Premi              | Categoria              | Nominat        | Resultat | Ref    |
| ---- | ------------------ | ---------------------- | -------------- | -------- | ------ |
| 2023 | XXXVII Premis Goya | Millor música original | Iván Palomares | Nominat  | [ 13 ] |